# Icterus
O género Icterus é um grupo de aves da família Icteridae.

## Espécies
- Icterus chrysocephalus
- Icterus cayanensis
- Icterus chrysater
- Icterus nigrogularis
- Icterus leucopteryx
  - Icterus leucopteryx bairdi - extinto (meados do séc. XX)

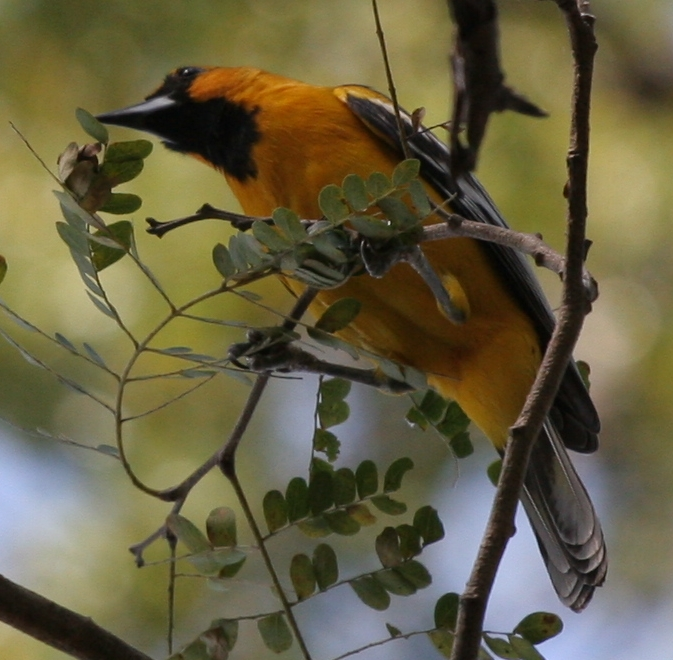
Icterus pustulatus

- Icterus auratus
- Icterus mesomelas
- Icterus auricapillus
- Icterus graceannae
- Icterus pectoralis
- Icterus gularis

- Icterus pustulatus
- Icterus bullockii
- Icterus cucullatus
- Icterus icterus
- Icterus galbula
- Icterus abeillei
- Icterus spurius
  - Icterus (spurius) fuertesi
- Icterus prosthemelas
- Icterus dominicensis
- Icterus wagleri
- Icterus laudabilis
- Icterus bonana
- Icterus oberi
- Icterus graduacauda
- Icterus maculialatus
- Icterus parisorum